# Peter Stein (regisseur)
Peter Stein (Berlijn, 1 oktober 1937) is een Duits regisseur en voormalig theaterdirecteur. Hij voerde in toonaangevende schouwburgen wereldwijd de regie uit van opera- en toneelstukken en films.

## Levensloop
Stein ging in Frankfurt am Main naar het gymnasium en studeerde literatuurwetenschap en kunstgeschiedenis van 1956 tot 1958 in dezelfde stad. Aansluitend vervolgde hij deze studie in München tot 1964.
In München bezocht hij regelmatig de Münchner Kammerspiele, een traditierijk theater in de stad, en raakte hier enthousiast over het werk van Fritz Kortner. Nadat hij zijn studie had voltooid werd hij assistent van Kortner, tot hij in 1967 voor het eerst een eigen productie opvoerde: Gerettet van Edward Bond. Volgens het tijdschrift Theater heute was met Stein een nieuwe generatie in het Duitse theater verschenen. Hij zorgde niettemin ook voor een theaterschandaal, door na de opvoering van Vietnam-Diskurses van Peter Weiss in 1968 geld in te zamelen. Stein werd daarvoor door theaterintendant August Everding ontslagen.
Hierna ging hij naar Zürich en vervolgens naar het theater van Kurt Hübner in Bremen. Inmiddels had Hünber al verschillende getalenteerde regisseurs naar het Theater Bremen gehaald, waaronder bijvoorbeeld ook Peter Zadek.
In 1970 ging Stein naar Berlijn. Hij werkte hij steeds meer toe naar een eigen regiestijl. In zijn ensemble ontwikkelden acteurs zich tot grote theaterbekendheden, zoals Bruno Ganz (hoofdrolspeler in Der Untergang), Edith Clever, Otto Sander, Udo Samel en Ernst Stötzner. In 1981 vertrokken ze naar een nieuw gebouw, de Schaubühne am Lehniner Platz, dat aangepast was aan de wensen van Stein. In 1985 legde Stein de artistieke leiding van de schouwburg neer en ging hij verder met vrije opdrachten. Wel kwam hij af en toe terug voor producties in Berlijn. Van 1991 tot 1997 leidde hij het toneel van het de jaarlijkse Salzburger Festspiele.
Voor de Expo 2000 in Hannover produceerde hij de complete uitvoering van 12.110 verzen van de twee delen van Faust van Goethe. Voor deze productie met een budget van 15 miljoen euro richtte hij zijn eigen firma op met 80 medewerkers, met gastspelers voor de hoofdrollen als Bruno Ganz, Johann Adam Oest, Robert Hunger-Bühler en Dorothee Hartinger.
Met het Berliner Ensemble regisseert hij sinds mei 2007 de elf aktes van Wallenstein van Friedrich von Schiller, een opvoering van tien uur met in de hoofdrol Klaus Maria Brandauer.

## Onderscheidingen
- 1970: Duitse Kritiekprijs
- 1971: Duitse Kritiekprijs voor Toneel Berlijn, Ensemble van Peer Gynt
- 1978: Schillerpreis der Stadt Mannheim
- 1988: Goethepreis van de stad Frankfurt
- 1989: Theaterpreis Berlin
- 1992: Ridder  in het Franse Legioen van Eer
- 1993: Erasmusprijs
- 1996: Fritz-Kortner-Preis van het tijdschrift Theater heute
- 2008: Bundesverdienstkreuz Klasse I in de Orde van Verdienste van de Bondsrepubliek Duitsland
- 2008: Ereburgerwaardigheid van de Friedrich-Schiller-Universität Jena
- 2009: Festspielpreis van de Festspiele Zürich
- 2011: Opname in de orde Pour le Mérite

## Filmografie

### Werk over Stein
- 1995: Schaubühne Berlin. Von Peter Stein zu Andrea Breth. Des „années Stein“ à nos jours. Een film van Helmar Harald Fischer, productie: Sender Freies Berlin (SFB).
- 1994: Antiken-Drama im Armeetheater. Peter Stein inszeniert die Orestie in Moskau. Een documentaire van Andreas Christoph Schmidt, productie: SFB.
- 1992: Peter Julius Caesar Stein. Shakespeares Schauspiel in Salzburg. Boek en regie: Norbert Beilharz, productie: ARTE
- 1987: Eine Bühne verändert die Theaterlandschaft. Peter Stein und die Schaubühne. Film van Hans-Christoph Knebusch, productie: ZDF

### Werk van Stein
- 1983: Klassen Feind, 125 min., drama, regie: Peter Stein met Udo Samel, Ernst Stötzner, Tayfun Bademsoy e.a.
- 1976: Sommergäste, 115 min., regie: Peter Stein, productie: Regina Ziegler
- 1969: Torquato Tasso, televisie